# 엘리자베스 크라이스트 트럼프
엘리자베스 크라이스트 트럼프(Elizabeth Christ Trump), 즉 엘리자베스 트럼프(성씨는 크라이스트, 독일어: [eˈliːzabɛt kʁəst], 1880년 10월 10일~1966년 6월 6일)는 독일계 미국인 사업가였다. 1902년에 프레더릭 트럼프(1918년에 사망)와 결혼했다. 트럼프는 사망 후 아들 프레드 트럼프와 함께 부동산 개발 회사 E. 트럼프 앤드 선(E. Trump & Son)을 공동 설립하여 부동산 보유를 관리하고 늘렸다. 프레드를 통해 그녀는 2017년부터 2021년까지 미국의 제45대 대통령을 지냈고 2024년에는 대통령 당선자가 된 도널드 트럼프의 친할머니였다.